# Cochranella guayasamini
Cochranella guayasamini é uma espécie de anfíbio anuro da família Centrolenidae. Está presente no Peru. A UICN classificou-a como pouco preocupante.